# Wojciech Mann
Wojciech Piotr Mann (ur. 25 stycznia 1948 w Świdnicy) – polski dziennikarz muzyczny, satyryk, aktor, pedagog, autor tekstów piosenek, prezenter telewizyjny i radiowy. Przez ponad pięćdziesiąt lat związany z Programem Trzecim Polskiego Radia, w 2020 współzałożyciel Radia Nowy Świat.

## Życiorys

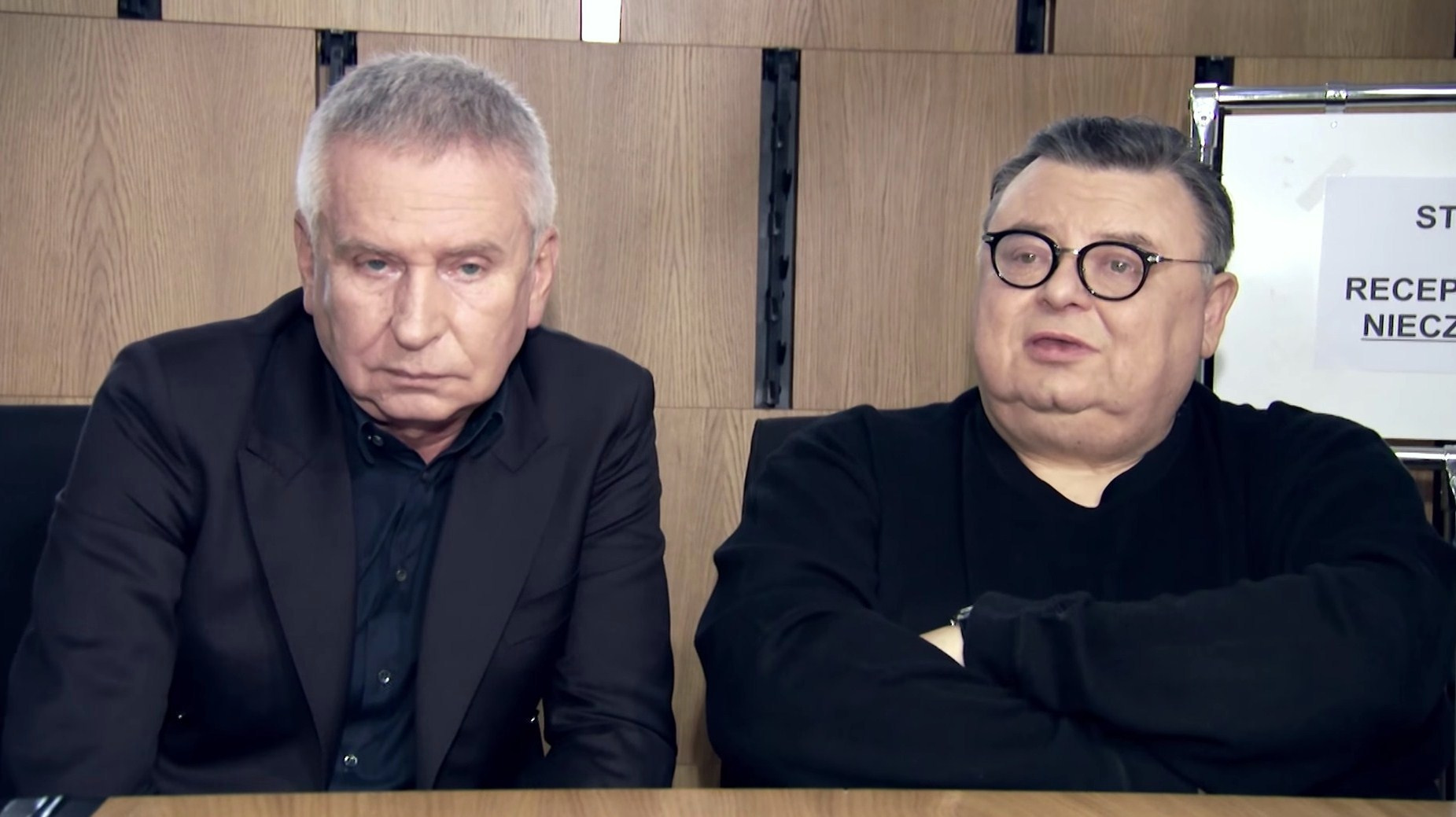
Krzysztof Materna i Wojciech Mann (2015)

Urodził się w Świdnicy, dzieciństwo spędził w Warszawie. Jest synem Malwiny z domu Niemczewskiej i Kazimierza Manna. Jego ojciec był malarzem i grafikiem, a matka pielęgniarką. Jego młodsza siostra Marta została projektantką. Jego stryjecznym dziadkiem był śpiewak operowy Józef Mann. Rodzina Mannów pochodziła ze Lwowa, przodkowie Wojciecha Manna byli kolonistami niemieckimi.
W dzieciństwie występował w zespole „Gawęda”. Ukończył XXVII Liceum Ogólnokształcące im. Tadeusza Czackiego w Warszawie. W latach 60. okresowo przebywał w Londynie, gdzie pracował w biurze podróży. Był także pracownikiem obsługi hotelowej, barmanem i robotnikiem budowlanym.
W 1965 związał się z dziennikarstwem radiowym, zostając redaktorem Rozgłośni Harcerskiej. Przez cztery lata studiował handel zagraniczny w Szkole Głównej Planowania i Statystyki w Warszawie. W 1967 dołączył do redakcji Programu III Polskiego Radia, na którego antenie prowadził autorskie programy: Magazyn 4/4, Mój magnetofon, Poranek z radiem, Baw się razem z nami, Muzyczna poczta UKF, W tonacji Trójki, Zapraszamy do Trójki, Bielszy odcień bluesa, Między dniem a snem, Radio Mann, Manniak niedzielny, Manniak po ciemku, Pół perfekcyjnej płyty, Tanie granie (na śniadanie) oraz Piosenki bez granic.
W latach 70. rozpoczął współpracę z Telewizją Polską; początkowo prowadził Sobotnie Studio Młodych, a następnie autorski Magazyn pana Manna w ramach audycji Studio 2, której był kierownikiem ds. rozrywki. W 1975 został absolwentem filologii angielskiej na Uniwersytecie Warszawskim, a po obronie dyplomu został zatrudniony jako nauczyciel języka angielskiego w II Liceum Ogólnokształcącym im. Stefana Batorego w Warszawie. W trakcie studiów wyjechał na pewien czas do Szwajcarii, gdzie m.in. pracował w księgowości genewskiego oddziału ONZ.
W latach 1981–1982 przebywał w Stanach Zjednoczonych, gdzie pracował jako pomocnik w klinice Stanisława Burzyńskiego w Houston. Po powrocie do Polski w okresie stanu wojennego przez pewien czas utrzymywał się z udzielania korepetycji z języka angielskiego. Następnie powrócił do pracy w telewizji. W drugiej połowie lat 80. prowadził program rozrywkowy Kanał oraz współprowadził z Janem Chojnackim program Non stop kolor. W latach 1983–1988 był redaktorem naczelnym miesięcznika „Non Stop”, jednocześnie współtworzył na antenie TVP2 programy: 5-10-15, Mądrej głowie…, Za chwilę dalszy ciąg programu i Bardzo ostry dyżur. W latach 1985–1986 jako „druh zastępowy” poprowadził osiem wydań Listy Przebojów Programu Trzeciego. Należał do twórców nadawanego w latach 1986–1990 programu rozrywkowego Nie tylko dla orłów.
W latach 90. z Krzysztofem Materną opracował formułę stacji radiowej Radio Kolor, obaj prowadzili w niej autorskie audycje, a ich podobizny były elementem ówczesnego logo stacji. W 1993 zaczął prowadzić Szansę na sukces na antenie TVP2. W 1994 z Krzysztofem Materną stworzył telewizyjny talk-show MdM, który był prezentowany na antenie TVP1. W 1995 razem opublikowali książkę Podróże małe i duże, wydaną przez „Twój Styl”. W 1997 z Krzysztofem Materną i Janem Chojnackim współtworzył muzyczną stację Radio Pogoda. Współpracował także m.in. z „Gazetą Wyborczą” (z dodatkami „Gazeta na Plażę” i „Duży Format”), „Elle” i „Polityką”.
W latach 2001–2002 z Krzysztofem Materną prowadził talk-show M kwadrat w TV Puls. W 2005 z Janem Chojnackim założył internetowe Radio Baobab, a z Krzysztofem Materną współtworzył program rozrywkowy TVP1 MaMa, który był oparty na formule produkcji Za chwilę dalszy ciąg programu. Od 2005 do 2008 prowadził program TVP2 Duże dzieci. W 2006 został powołany w skład Akademii Muzycznej Trójki. W 2007 z Krzysztofem Materną poprowadził program MC², czyli Maszyna czasu Manna i Materny. W 2011 nakładem wydawnictwa „Znak” ukazała się ich kolejna publikacja pt. Podróże małe i duże, czyli jak zostaliśmy światowcami, będąca zmienionym wydaniem książki z 1995. W 2010 nakładem „Znaku” wydał autobiografię pt. Rock Mann, czyli jak nie zostałem saksofonistą. W latach 2012–2013 był gospodarzem programu Kocham to co lubię. W 2012 zakończył współpracę przy Szansie na sukces, która po jego odejściu została zdjęta z anteny TVP2. W 2014 premierę miała jego druga autorska publikacja zatytułowana Fotografomannia.
W marcu 2020 odszedł z Trójki w geście solidarności z Anną Gacek. W kwietniu zaangażował się w projekt stworzenia stacji radiowej Radio Nowy Świat, zainicjowany przez spółkę Ratujmy Trójkę. Stacja zaczęła nadawać w lipcu 2020, Wojciech Mann zaczął prowadzić w niej programy: Poranna Manna, Mała kawa i Bez kolejki. Od października 2023 z Krzysztofem Materną zaczął prowadzić podcast Dziady z szuflady w portalu Onet.
Jest autorem tekstów do piosenek, m.in. „Znajdziesz mnie znowu” Zbigniewa Wodeckiego, „Bright Days Will Come” Urszuli Sipińskiej (nagrodzoną na festiwalu im. Augustina Lary w Meksyku) oraz „Ja nie mogłam mieć serc dwóch” Anny Jantar. Był też lektorem filmów dokumentalnych, przedstawiających historię muzyki rozrywkowej. Sporadycznie pojawiał się jako aktor, zagrał m.in. w filmach Cudowne dziecko, Uprowadzenie Agaty, Świąteczna przygoda i Serce na dłoni, a także w serialach Czterdziestolatek. 20 lat później i Bank nie z tej ziemi. W filmach Shrek 2 i Shrek Trzeci dubbingował Doris, siostrę Kopciuszka. Użyczył głosu postaci Sama w grze Sam & Max: Sezon 1 (z 2007) oraz postaci Płotki (konia należącego do Geralta) w dodatku do gry Wiedźmin 3: Dziki Gon pt. Krew i wino (z 2016). Wystąpił gościnnie na wydanym w 2006 albumie Grzegorza Turnaua Historia pewnej podróży. Udzielał się również jako konferansjer, m.in. w spektaklach estradowych Janusza Józefowicza. Wraz z Krzysztofem Materną założył przedsiębiorstwo MM Communications, działające w branży promocyjnej.

## Życie prywatne
Trzykrotnie żonaty, trzecią żoną została Ewa Bańska, z którą ma syna Marcina.
W 2000 był członkiem komitetu poparcia Andrzeja Olechowskiego przed wyborami prezydenckimi oraz członkiem zorganizowanego przez Unię Wolności komitetu inicjatywy ustawodawczej na rzecz powołania Fundacji Edukacji Narodowej.

## Odznaczenia i wyróżnienia
Ordery i odznaczenia
- Krzyż Kawalerski Orderu Odrodzenia Polski (za wybitne zasługi dla Polskiego Radia) – 2011[52]
- Srebrny Medal „Zasłużony Kulturze Gloria Artis” – 2009[53]

Nagrody i wyróżnienia
- Wiktor – 1987, 1994, 1995, 2005, 2006
- „Najważniejsza osobowość telewizyjna” (wraz z Krzysztofem Materną) w plebiscycie „Polityki” – 1999[1]
- Telekamera – 1999
- Super Wiktor – 2003
- Mistrz Mowy Polskiej – 2004
- Złoty Mikrofon – 2006
- Nagroda Muzyczna Programu Trzeciego – „Mateusz” – 2009[54]
- AuTORytet w plebiscycie MediaTory – 2010[55]

## Tłumaczenia
- Arnold Lobel, Żabek i Ropuch. Przyjaźń, Wydawnictwo Literackie, Kraków 2015, ISBN 978-83-08-06042-1[56][57]
- Arnold Lobel, Żabek i Ropuch. Przez cały rok, Wydawnictwo Literackie, Kraków 2016
- Arnold Lobel, Żabek i Ropuch, Wydawnictwo Literackie, Kraków 2016
- Arnold Lobel, Wielbłądzica baletnica i inne bajki, Wydawnictwo Literackie, Kraków 2016
- Peggy Parish, Amelia Bedelia, Wydawnictwo Literackie, Kraków 2017, ISBN 978-83-08-06295-1[58][59]
- Peggy Parish, Dziękujemy Ci, Amelio Bedelio!, Wydawnictwo Literackie, Kraków 2017[60]
- Peggy Parish, Amelia Bedelia i przyjęcie niespodzianka, Wydawnictwo Literackie, Kraków 2017[61]
- Peggy Parish, Wracaj, Amelio Bedelio!, Wydawnictwo Literackie, Kraków 2017[62]